# Tapsos
Tapsos (grec.) (łac. Thapsus) – starożytne miasto, jedna z młodszych kolonii fenickich. Później jedno z ważniejszych miast Afryki Prokonsularnej. Znajdowało się ono nad zatoką Chalidż al-Hammamat, nad Morzem Śródziemnym. Na terenie tego miasta odkryto nekropolię fenicką z IV wieku p.n.e.
W niewielkiej odległości od Tapsos znajdowała się inna kolonia fenicka, Leptis Parva.
W 46 p.n.e. miała tu miejsce bitwa między wojskami Cezara a oddziałami pompejańczyków pod wodzą Scypiona Metellusa.